# ジョン・ピーボディ・ハリントン
ジョン・ピーボディ・ハリントン（John Peabody Harrington、1884年4月29日 - 1961年10月21日）はアメリカ合衆国の言語学者、民族学者で、カリフォルニア州の先住民を専門に研究した。ハリントンは膨大な研究資料を作成したことによって知られるが、そのほとんどは未公刊である。国立人類学アーカイブ (National Anthropological Archives) でハリントンの資料は棚の幅にして700フィート近く（約200メートル）を占める。

## 生涯

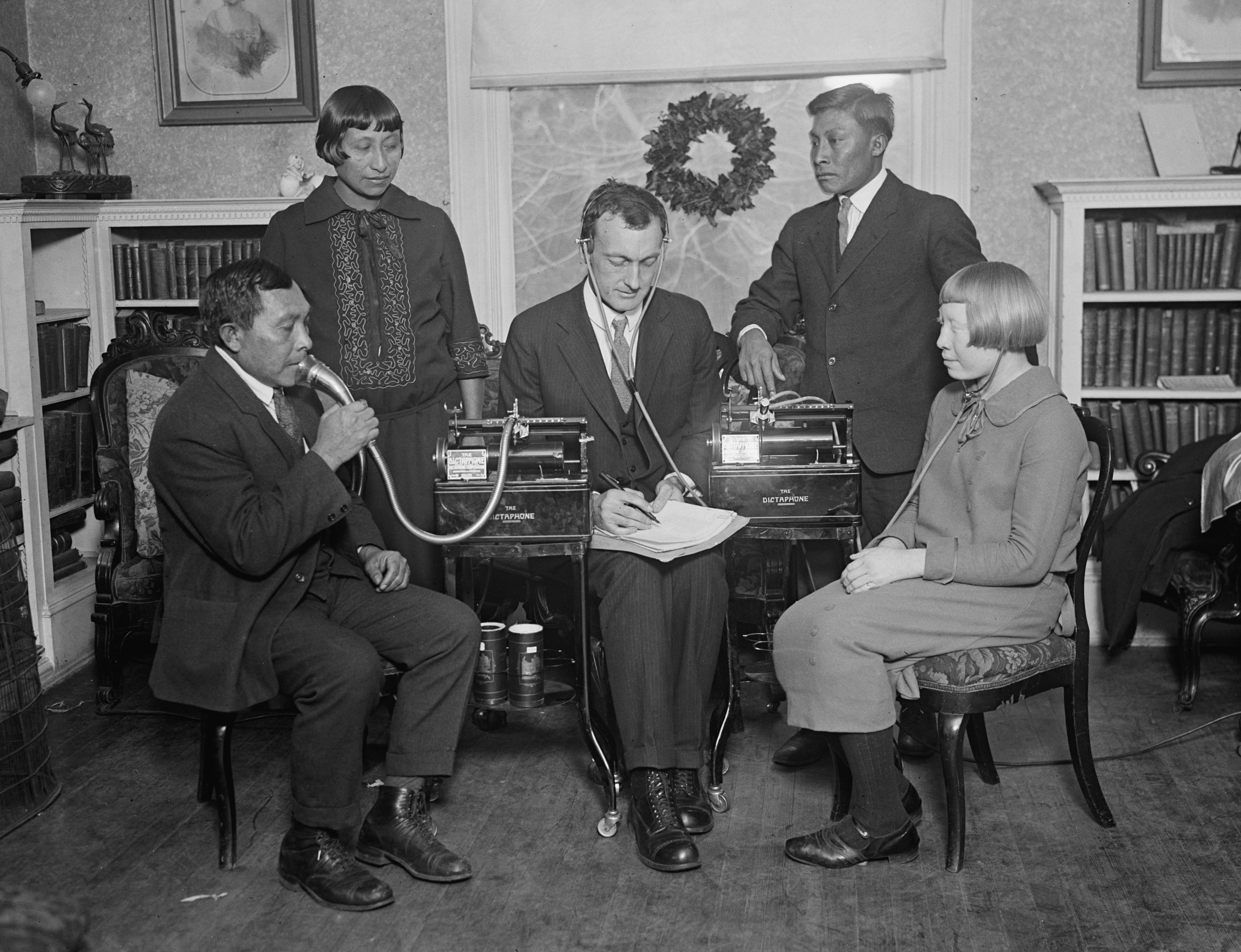
グナ語話者の録音中のハリントン（中央）

ハリントンはマサチューセッツ州ウォルサムで生まれたが、子供のときにカリフォルニア州に引っ越してきた。1902年から1905年にかけて、スタンフォード大学で人類学と西洋古典語を学んだ。カリフォルニア大学バークレー校で専門のクラスに出席しているときにアルフレッド・L・クローバーに会った。ハリントンはアメリカ先住民諸語と民族誌学に強い興味を示した。
ハリントンはライプツィヒ大学とベルリン大学での博士課程を修了せず、ハイスクールの語学教師になる道を選んだ。余暇を利用して、3年がかりでチュマシュ族のわずかな生存者を集中的に調査した。ハリントンの徹底的な研究はスミソニアン博物館のアメリカ民族学局に注目された。ハリントンは1915年に民族学局の常任フィールド民族学者として雇用され、40年間にわたってその地位にあった。その間、チュマシュ、ムツン、ラムゼン、チョチェニョ、カイオワ、チマリコ、ヨクツ、ガブリエリーノ、サリナ、ユーマ、モハヴェ他の多数の先住民の生のデータを収集し、編集した。ハリントンはまた伝統的な文化、とくに神話と地理に関しても研究範囲をひろげた。その膨大なコレクションはこれ以上ないほど無秩序で、言語のノートと録音のみならず、あらゆる種類の物や教材が含まれていた。後世のカタログ製作者は、ハリントンが残した箱を開けていくことが「それ自体ひとつの冒険」であったと記している。
いくつかの言語について、ハリントンは唯一の記述者であった。たとえばオビスペーニョ語（北部チュマシュ語）、キタネムク語、セラノ語などがそうである。ハリントンはアラスカから南米にいたる先住民によって話される言語の音声的記述を100万ページ以上残した。録音の技術が発明されると、書かれた記録に加えて、最初は蝋管、後にアルミニウム円盤レコードを使って音声記録を残した。その多くは近年になってデジタル化されている。ハリントンは先住民の言語、祭儀、歌の最初の録音を残した人物とされる。言語と文化の両面についてハリントンが詳細にわたって注意深かったことは、数少ない公式出版物のひとつである『カリフォルニアのカルク・インディアンにおけるタバコ』(Tobacco among the Karuk Indians of California)に見てとれる。
ハリントンは1916年にキャロベス・レアード（旧姓タッカー）と結婚したが、1923年に離婚した。レアードの1975年の回想録『Encounter with an Angry God』においてふたりの関係について記されている。ふたりの間には娘のAwona Harringtonが生まれた。